# 13850 Erman
13850 Erman este un asteroid din centura principală de asteroizi.

## Descriere
13850 Erman este un asteroid din centura principală de asteroizi. A fost descoperit pe 7 decembrie 1999 la Socorro, New Mexico, în cadrul proiectului LINEAR. El prezintă o orbită caracterizată de o semiaxă mare de 2,24 ua, o excentricitate de 0,16 și o înclinație de 3,5° în raport cu ecliptica.